# North Merrick
North Merrick és una concentració de població designada pel cens dels Estats Units a l'estat de Nova York. Segons el cens del 2000 tenia 11.844 habitants.

## Demografia
Segons el cens del 2000, North Merrick tenia 11.844 habitants, 3.963 habitatges, i 3.285 famílies. La densitat de població era de 2.583,6 habitants per km².
Dels 3.963 habitatges en un 38,3% hi vivien nens de menys de 18 anys, en un 69,6% hi vivien parelles casades, en un 9,7% dones solteres, i en un 17,1% no eren unitats familiars. En el 14,1% dels habitatges hi vivien persones soles el 8,4% de les quals corresponia a persones de 65 anys o més que vivien soles. El nombre mitjà de persones vivint en cada habitatge era de 2,99 i el nombre mitjà de persones que vivien en cada família era de 3,3.
Per edats la població es repartia de la següent manera: un 25,2% tenia menys de 18 anys, un 6% entre 18 i 24, un 29,9% entre 25 i 44, un 23,5% de 45 a 60 i un 15,4% 65 anys o més.
L'edat mediana era de 39 anys. Per cada 100 dones de 18 o més anys hi havia 89,5 homes.
La renda mediana per habitatge era de 80.786 $ i la renda mediana per família de 85.190 $. Els homes tenien una renda mediana de 59.054 $ mentre que les dones 38.459 $. La renda per capita de la població era de 30.791 $. Entorn de l'1,7% de les famílies i el 3,5% de la població estaven per davall del llindar de pobresa.